# (4983) Schroeteria
(4983) Schroeteria – planetoida z pasa głównego asteroid okrążająca Słońce w ciągu 3 lat i 198 dni w średniej odległości 2,32 j.a. Została odkryta 11 września 1977 roku przez Nikołaja Czernycha. Przed nadaniem nazwy planetoida nosiła oznaczenie tymczasowe (4983) 1977 RD7.